# Porsche 912
Der Porsche 912 ist ein Sportwagen, den Porsche von 1965 bis 1969 als Einstiegsmodell baute. 1976 erschien als Neuauflage der Porsche 912 E, der jedoch nur für den US-amerikanischen Markt bestimmt war.

## Entwicklungsgeschichte

### Allgemein
Die letzten Porsche 356 Coupés kosteten zwischen 14.950 (75 PS, 175 km/h) und 23.700 DM (130 PS, 200 km/h), der Porsche 911 (sechs Zylinder, 130 PS, 210 km/h) 21.900 DM. Zwischen September 1964 und März 1965 wurden 911 und 356 parallel gebaut. Ab April 1965 ersetzte der Porsche 912 die schwächeren 1,6-Liter-356. Dieser Wagen hatte einen modifizierten Vierzylindermotor aus dem Porsche 356 SC im Heck, der 66 kW (90 PS) leistete. Die Leistung des Motors fiel im 912 etwas geringer aus, im Gegenzug verbesserte sich die Elastizität des Triebwerks erheblich, das maximale Drehmoment lag nun bereits bei 3500/min an. Eine zusätzliche Verbesserung war das wahlweise angebotene Fünfganggetriebe (Aufpreis 340,00 DM). Großvolumige Ansauggeräuschdämpfer verringerten das Motorgeräusch.
Das Fahrwerk des 912 unterschied sich kaum von dem des 911. Dennoch war das Fahrverhalten gutmütiger bzw. die Neigung zum Übersteuern geringer als bei den ersten 911, weil der Wagen mit dem Vierzylindermotor weniger hecklastig war.
Mit dem 912 sollten nicht zuletzt die Kunden bei Porsche gehalten werden, denen der 911 zu teuer war. Der Porsche 912 kostete bei der Markteinführung 16.250 DM und war damit 5650 DM günstiger als der 911. Auch der Benzinverbrauch lag mit 10 bis 12 Litern pro 100 Kilometer um einiges unter dem Verbrauch des 911. Porsche bot den 912 insgesamt vier Jahre an.
Er war einfacher ausgestattet als der 911, erhielt jedoch von 1965 bis 1969 viele kleinere und größere Verbesserungen. Von Anfang an hatte er zur passiven Sicherheit wie der 911 eine an zwei Stellen geknickte Lenksäule, ein am oberen und unteren Rand gepolstertes Armaturenbrett und eine Windschutzscheibe aus Verbundglas. Bis zum Modell 1967 gab es drei Instrumente: Kombi, Tacho, Drehzahlmesser sowie als Extra Uhr und Außenthermometer – also eine andere Instrumentierung als beim 911 – alles in Grün. Mit den gegen Aufpreis erhältlichen zwei Instrumenten waren die Armaturenbretter auf den ersten Blick nicht zu unterscheiden.

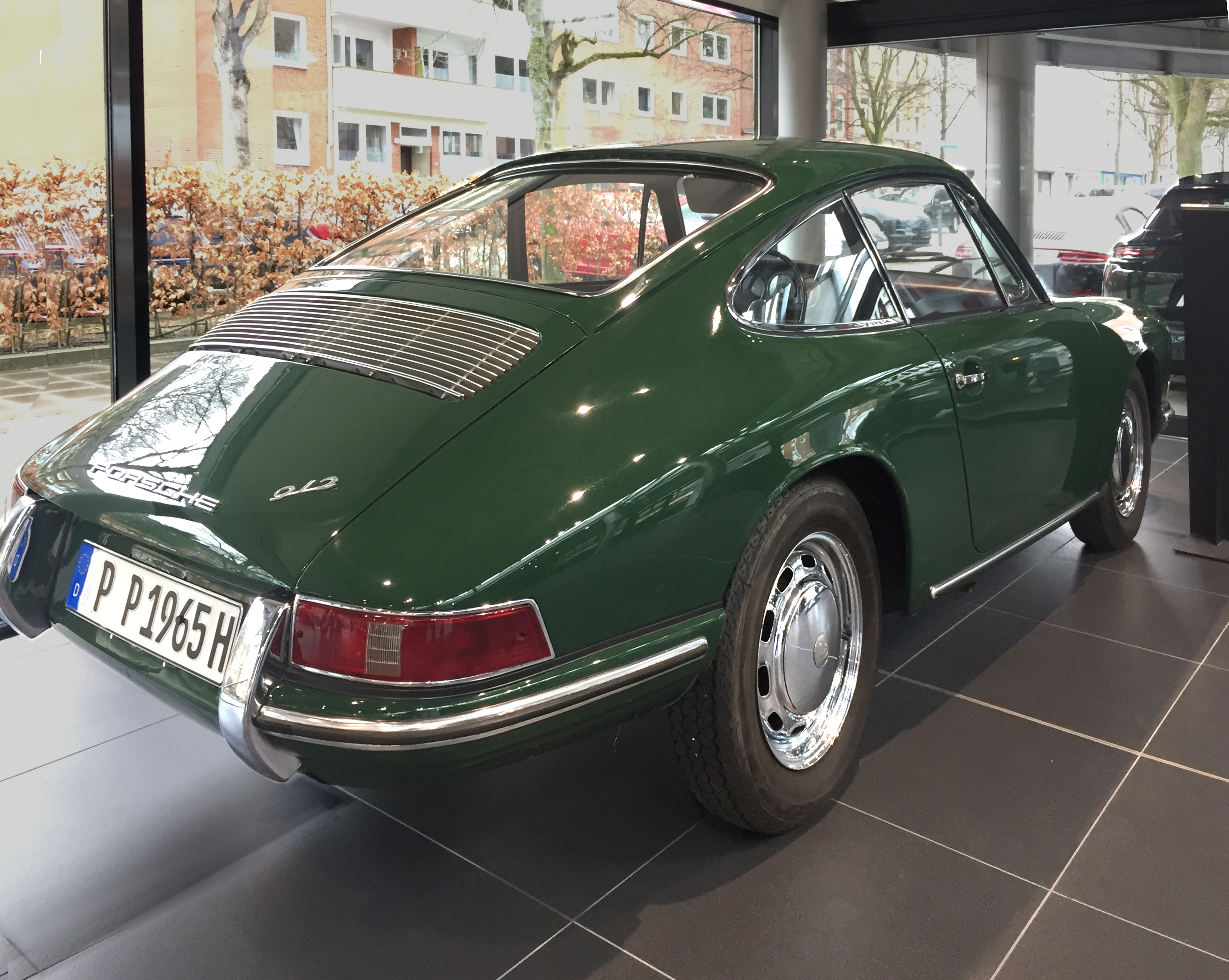
Porsche 912 von 1965, 912-Schriftzug noch unten rechts
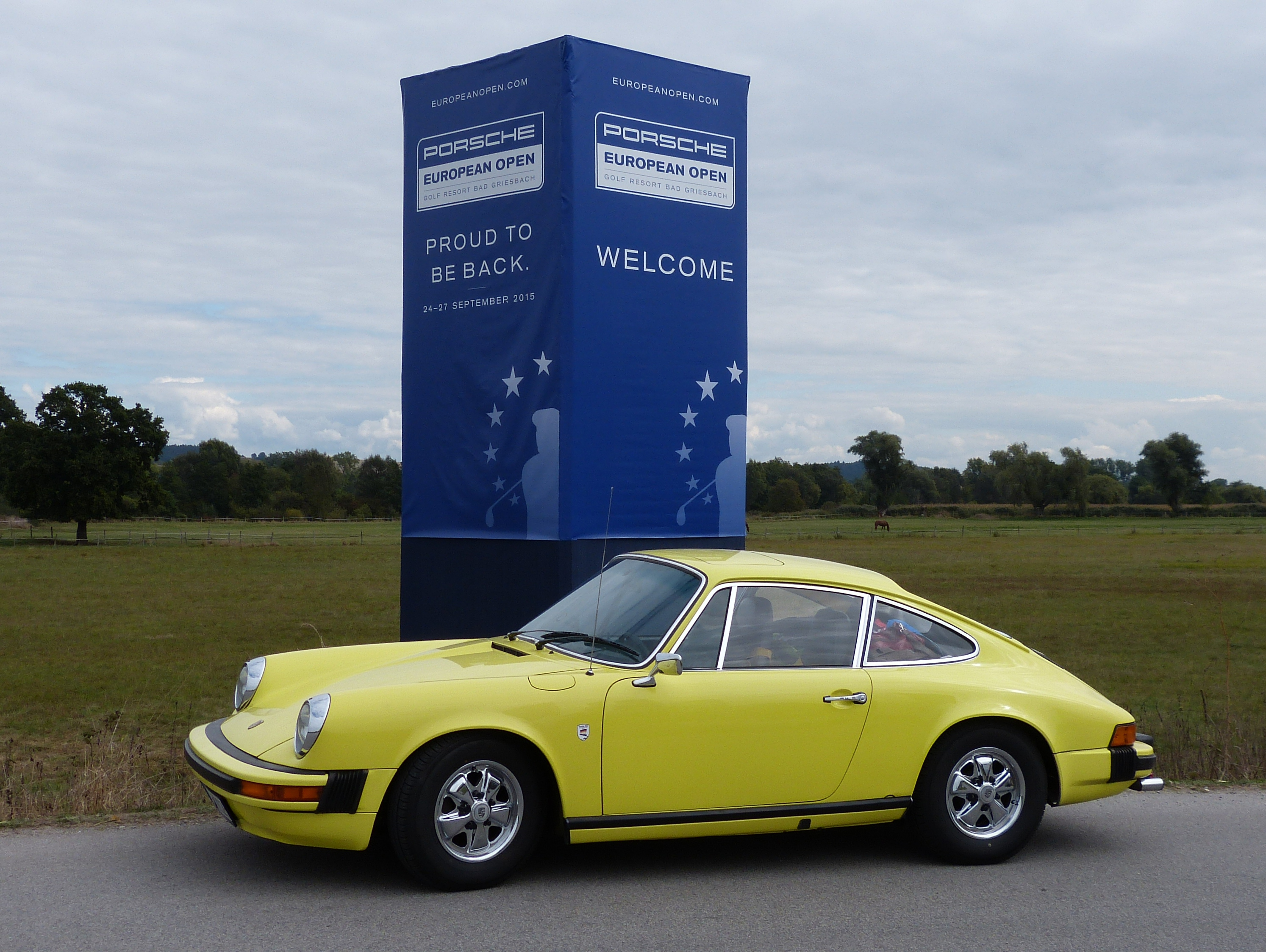
Ein „heimgekehrter“ 912 E bei der Porsche European Open 2015
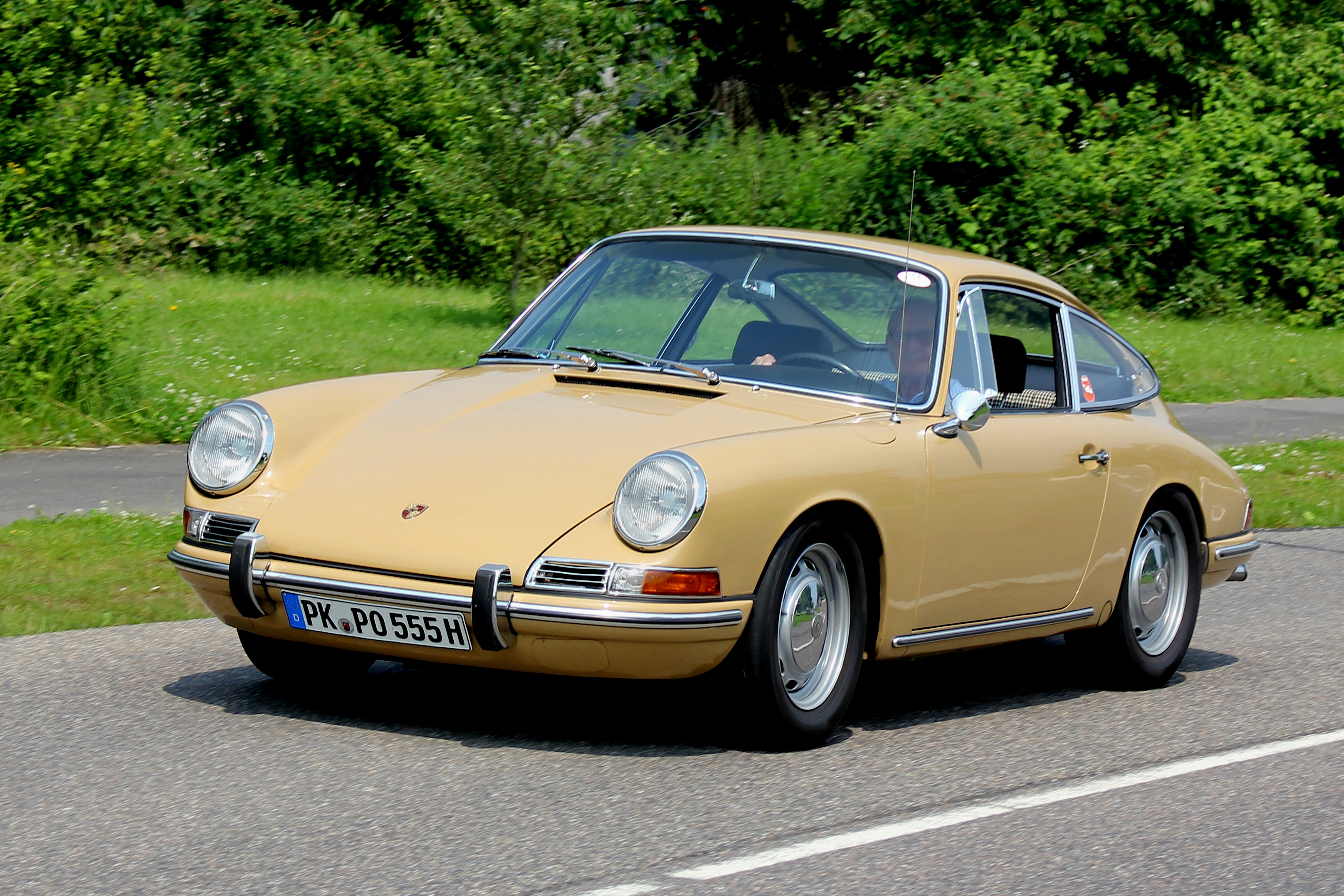
912 bei einer Oldtimer-Veranstaltung 2016

Das 1967er Modell bekam serienmäßig fünf grüne Instrumente, wobei das Kombiinstrument einfach in Tankanzeige und Thermometer aufgeteilt wurde und eine Uhr dazukam – in Grün. Ab dem Modelljahr 68 gab es die moderner wirkenden weißen Armaturen, angepasst an die des 911 ohne Chrom. Ab Modelljahr 1967 war die Targa-Version mit faltbarer Heckscheibe lieferbar. Zum Modelljahr 1969 wurde der Radstand um 57 Millimeter auf 2268 Millimeter verlängert, die Kotflügel vorn und hinten wurden seitlich herausgezogen, die Ablagefläche in den Türtafeln wurde vergrößert und Bedienelemente erhielten einen neuen Platz. Neu war außerdem ein kleineres Lenkrad mit gepolsterter Huptaste.
Serienmäßig hat der Porsche 912 Stahlräder; Leichtmetallräder der Größe 5,5 × 14 Zoll (Reifen 185 HR 14) oder 6 × 15 Zoll (Reifen 185/70 CVR 15) waren ab 1967 als Sonderausstattung lieferbar.
Der 912 wurde in den Karosseriebauformen Coupé und Targa bis zum Sommer 1969 produziert.

### Porsche 912 E

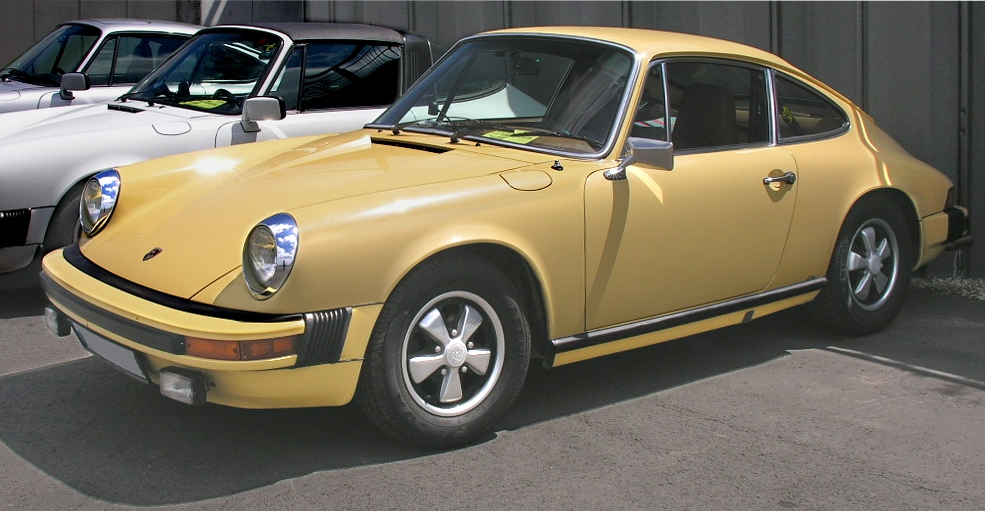
US-Ausführung 912 E, erkennbar an Pralldämpfermanschette und dickeren Scheinwerferzierringen

Im Modelljahr 1976 wurde der Porsche 912 E ausschließlich auf dem US-amerikanischen Markt angeboten, da die Produktion des VW-Porsche 914 eingestellt worden war, der neue Porsche 924 in Amerika aber noch nicht angeboten wurde.
Der 912 E basierte auf dem 911er G-Modell und hatte damit einige Vorteile dieses Modells, wie etwa eine verzinkte Karosserie.
Die Idee zum 912 E gab es bei Porsche schon einige Zeit, aber aus Rücksicht auf die Verkaufszahlen des 911 wurde zunächst von einer Einführung als „Weltmarktfahrzeug“ abgesehen. Erst als auf dem amerikanischen Markt das Fehlen eines preiswerten Modells augenfällig wurde, besann man sich des 912 E und so wurde er doch noch gebaut.
Aufgrund der geringen Stückzahl von nur 2099 Stück und weil das Fahrzeug oft mit einem Sechszylindermotor aus dem 911 aufgerüstet wurde, existieren nur noch sehr wenige originale Fahrzeuge. Erhebungen ergaben zum Beispiel, dass von den Coupé-Modellen mit Schiebedach wohl noch weltweit ca. 240 Stück existieren. Targa- oder Cabrio-Version des 912 E gab es nicht.
Der Motor war von dem des Porsche 914 2.0 abgeleitet: ein luftgekühlter Vierzylinder-Boxermotor mit 2 Liter Hubraum und Benzineinspritzung. Im 912 E war es eine Bosch L-Jetronic statt der D-Jetronic des 914. Diese Version gab es vorher im 1,8-Liter-Motor des 914 für den US-Markt. Der Motor war im 912 E abgasentgiftet, mit 7,6 : 1 deutlich niedriger verdichtet als im 914, ließ Normalbenzin zu und leistete 66 kW (90 PS) bei 4900/min, andere Quellen sprechen sogar von nur 86 SAE-PS. Die Maschine war anders als im ursprünglichen 912 kein Porsche-Motor, sondern der auch als „Flachmotor“ bekannte Typ-4-Motor von Volkswagen. Er war für den VW Typ 4 entwickelt worden. In angepassten Varianten trieb er auch die VW-Busse und Transporter der zweiten und dritten Generation an, in denen sie 1982 durch die sogenannten „Wasserboxer“ ersetzt wurden.

## Technische Daten

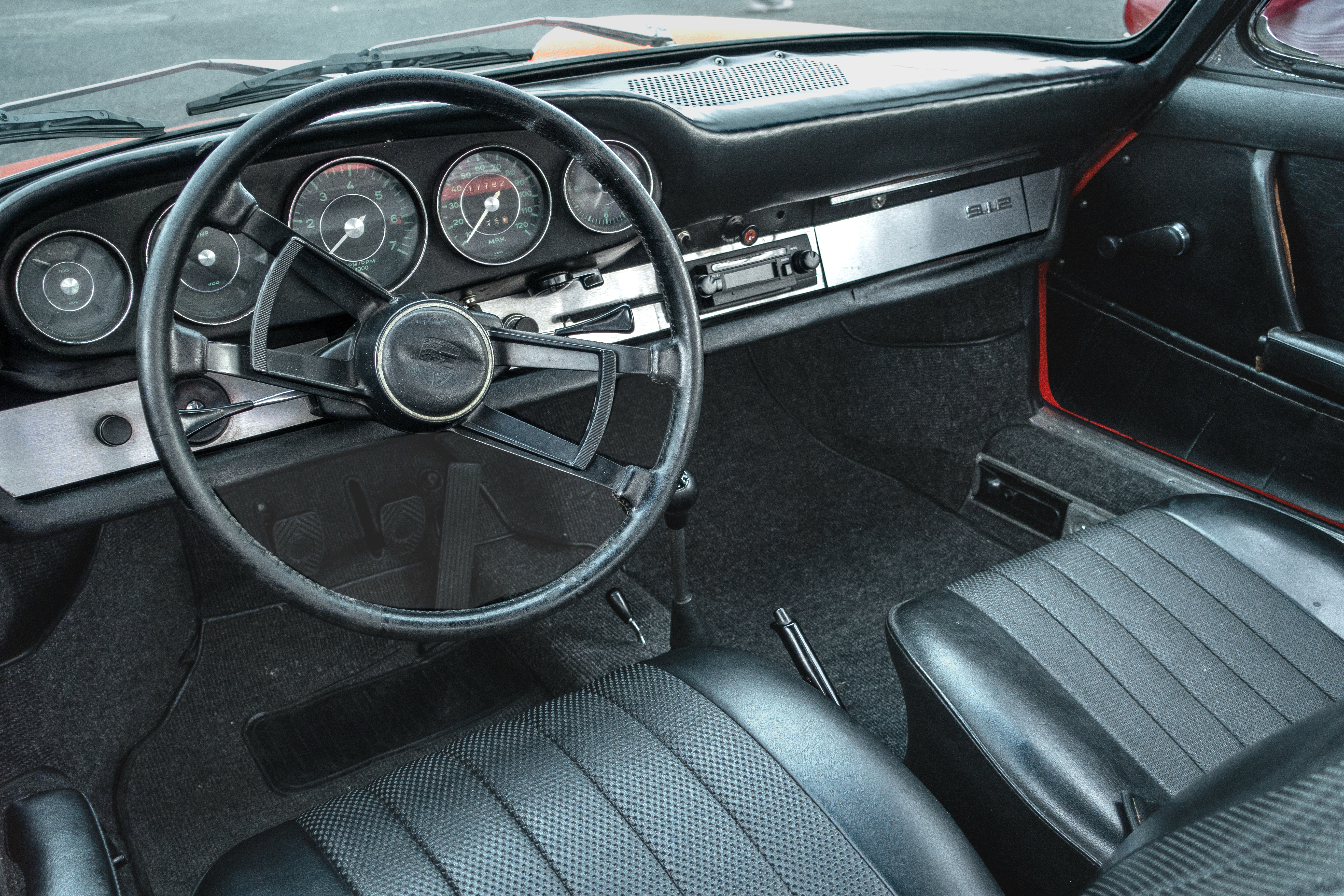
Interieur

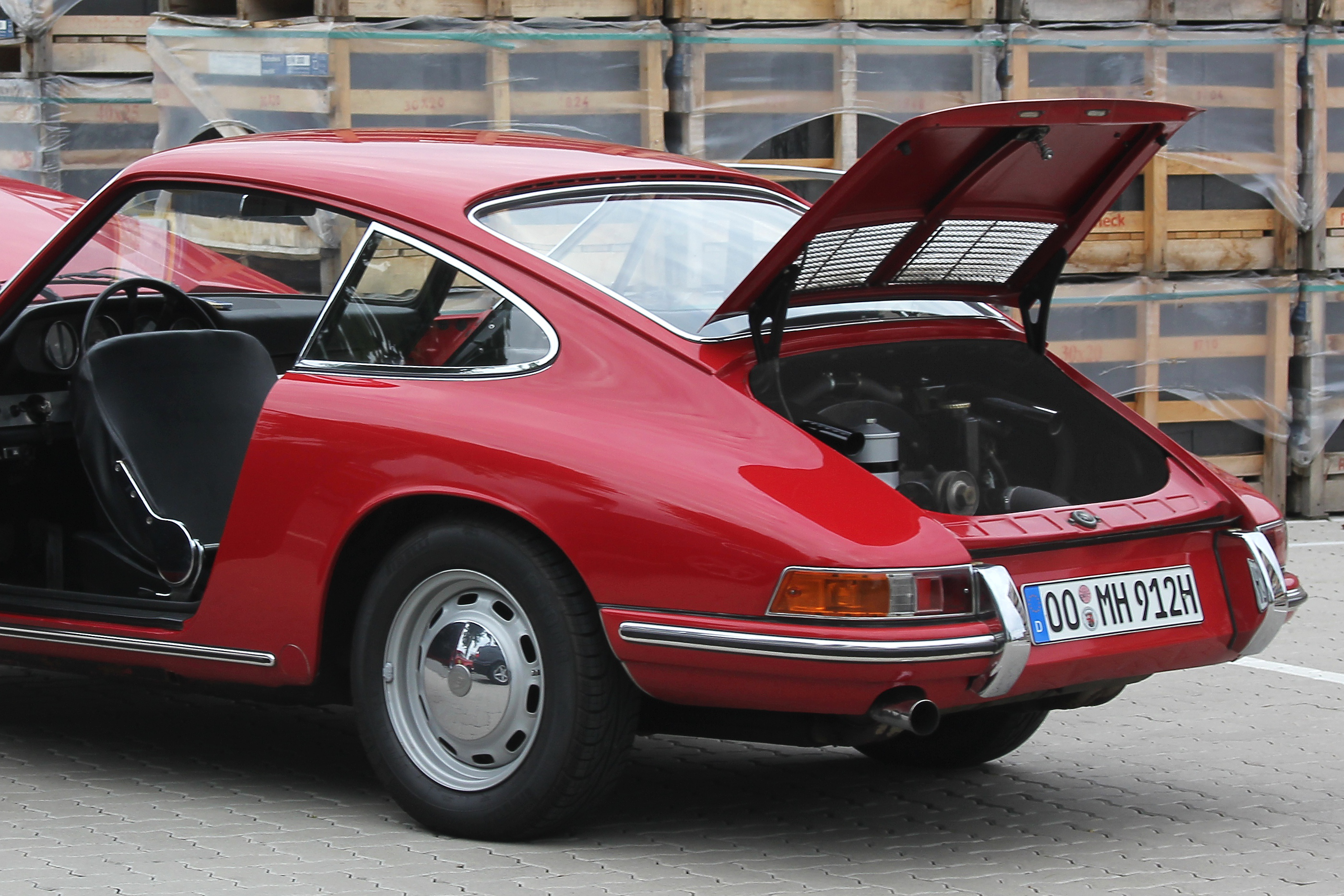
Porsche 912, Baujahr 1966, mit offenem Motordeckel; Original-Stahlrad (Leichtmetallräder ab 1967 als Sonderausstattung lieferbar)

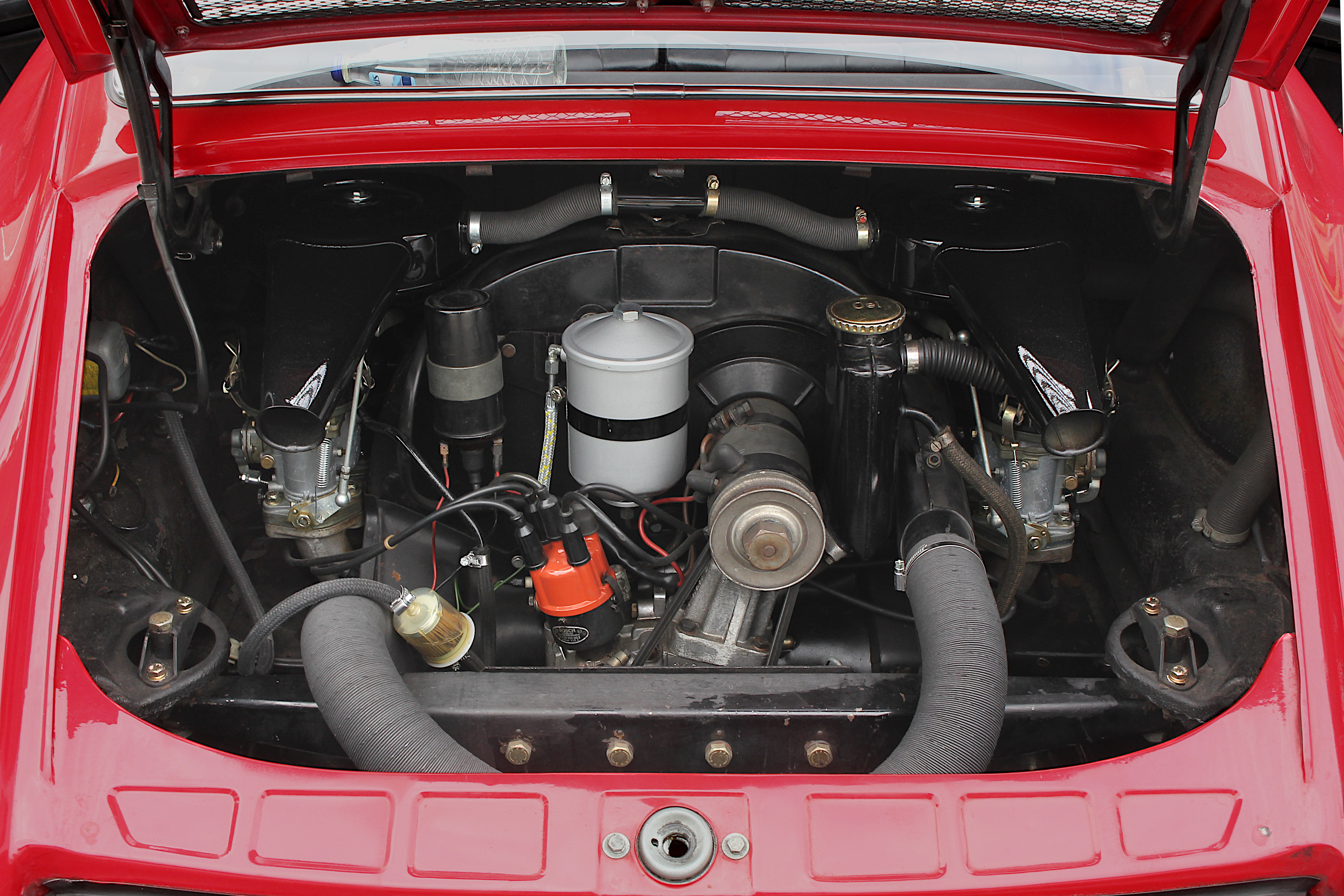
Vierzylindermotor des 912, Baujahr 1966

| Porsche 912:               | 912 (Coupé und Targa)                                          | 912 E (Coupé)                                        |
| -------------------------- | -------------------------------------------------------------- | ---------------------------------------------------- |
| Motor:                     | 4-Zylinder-Boxermotor (Viertakt)                               | 4-Zylinder-Boxermotor (Viertakt)                     |
| Hubraum:                   | 1582 cm³                                                       | 1971 cm³                                             |
| Bohrung × Hub:             | 82,5 × 74 mm                                                   | 94 × 71 mm                                           |
| Leistung bei 1/min:        | 66 kW (90 PS) bei 5800                                         | 66 kW (90 PS) bei 4900                               |
| Max. Drehmoment bei 1/min: | 121,6 N·m (12,4 kp·m) bei 3500                                 | 132 N·m (14 kp·m) bei 4000                           |
| Verdichtung:               | 9,3 : 1                                                        | 7,6 : 1                                              |
| Ventilsteuerung:           | zentrale Nockenwelle                                           | zentrale Nockenwelle                                 |
| Kühlung:                   | Luftkühlung (Gebläse)                                          | Luftkühlung (Gebläse)                                |
| Getriebe:                  | 4-Gang-Getriebe (auf Wunsch 5-Gang-Getriebe), Hinterradantrieb | 5-Gang-Getriebe, Hinterradantrieb                    |
| Radaufhängung vorn:        | Einzelradaufhängung an Querlenkern und Dämpferbeinen           | Einzelradaufhängung an Querlenkern und Dämpferbeinen |
| Radaufhängung hinten:      | Einzelradaufhängung an Schräglenkern                           | Einzelradaufhängung an Schräglenkern                 |
| Federung vorn:             | längsliegende Torsionsfederstäbe                               | längsliegende Torsionsfederstäbe                     |
| Federung hinten:           | querliegende Torsionsfederstäbe                                | querliegende Torsionsfederstäbe                      |
| Karosserie:                | Selbsttragende Stahlkarosserie                                 | Selbsttragende Stahlkarosserie                       |
| Spurweite vorn/hinten:     | 1137 mm / 1317 mm                                              |                                                      |
| Radstand:                  | 2211 mm                                                        | 2271 mm                                              |
| Reifen/Felgen:             | 165 HR 15                                                      |                                                      |
| Maße L × B × H:            | 4163 × 1610 × 1320 mm                                          | 4291 × 1610 × 1320 mm                                |
| Leergewicht:               | 970 kg                                                         | 1050 kg                                              |
| Höchstgeschwindigkeit:     | 185 km/h                                                       | 177 km/h                                             |
| Beschleunigung 0–100 km/h: | 13,5 s                                                         | 13,5 s                                               |
| Quelle                     | [ 5 ]                                                          |                                                      |

## Produktionszahlen
Der Porsche 912 wurde von Modelljahr 1965 bis 1969 produziert, vom Porsche 912 E im Modelljahr 1976 exklusiv für den US-Markt 2099 Einheiten.
| Produktion | Jahr   |
| ---------- | ------ |
| 7.410      | 1965   |
| 9.273      | 1966   |
| 6.412      | 1967   |
| 5.114      | 1968   |
| 2.536      | 1969   |
| 30.745     | Gesamt |